# Tuxford
Tuxford ist eine englische Ortschaft in Nottinghamshire. 2001 zählte der Ort 2516 Einwohner. Zu den Attraktionen zählt das Museum Of The Horse.